# Fenêtre d'opportunité
La fenêtre d'opportunité est un moment durant lequel une personnalité politique dispose d'une opportunité pour mettre à l'agenda un sujet ou faire avancer une cause via, notamment, le vote d'une loi.

## Concept
L'analyse de l'action publique montre qu'un évènement plus ou moins imprévu, comme un scandale politique, un attentat ou une catastrophe naturelle, sont autant de situations que les acteurs politiques vont chercher à utiliser afin de faire progresser une cause qu'ils considèrent comme juste ou opportune. L'élection triomphante d'un homme ou d'une femme politique permet d'ouvrir une fenêtre politique. Ces fenêtres sont généralement de courte durée et ne sont ouvertes qu'occasionnellement. Une alternance politique donne également l'occasion aux défenseurs d'une cause (les entrepreneurs de morale) d'essayer de la faire avancer auprès du nouveau gouvernement.
Le concept est créé par John Kingdon, qui utilise l'idée d'une fenêtre de tir. En 1984, dans Agendas, Alternatives and Public Policies, Kingdon définit une « fenêtre politique » comme « une opportunité pour les acteurs mobilisés de promouvoir leurs solutions préférées ». Il considère que l'occasion pour implémenter une politique publique fait l'objet d'attente de la part des acteurs politiques, et est l'une des clefs de leur mise en œuvre.
Cette fenêtre d'opportunité est la résultante de la convergence de trois courants,: 
- Le courant des problèmes : c’est le surgissement du problème et les modalités dans lesquelles s’effectue ce surgissement. Par exemple : un attentat, une catastrophe environnementale, une épidémie, une guerre...
- Le courant des solutions : ce sont les solutions envisageables et envisagées, celles-ci sont portées par les acteurs moraux.
- Le courant des politiques : c’est le courant qui regroupe notamment l’opinion publique, les enjeux électoraux et les groupes de pressions ou lobbies.

## Contestation
Très marginalement, le concept a pu être critiqué pour son manque de rigueur. En effet, Kingdon n'a pas défini ce qui constituait empiriquement une fenêtre d'opportunité (nombre de jours, importance...). D'autres critiques mettent en avant que la convergence des trois courants ne suffit pas a ouvrir une fenêtre d'opportunité. Cependant, ces critiques sont désuètes dès lors qu'on comprend le concept comme un modèle probabiliste qui permet d'agencer d'autres notions plutôt que comme un modèle déterministe.